# Preveza (departement)
Preveza (Grieks: Πρεβεζα) was een departement (nomos) in de Griekse regio Epirus. De hoofdstad is de gelijknamige stad. Het departement had 59.356 inwoners (2001).

## Geografie
Het departement grenst aan de departementen Thesprotia en Ioannina in het noorden en Arta in het oosten. In het zuiden ligt de Ambrakische Golf. met het departement Etolia-Akarnania aan de overkant. In het westen ligt de Ionische Zee.
In het uiterste zuiden ligt de hoofdstad Preveza, op de plek waar de Ambrakische Golf in verbinding staat met de open zee. De nauwe doorgang van ruim 500 meter kan overgestoken worden door middel van een tunnel (tolweg). De aan de zee gelegen stad en gemeente Parga ligt los van de rest van het departement, omgeven door het departement Thesprotia en door een kuststrook van één km lang gescheiden van de rest van Preveza. Iets ten zuiden hiervan ligt de monding van de rivier de Acheron.

## Plaatsen[2]
Door de bestuurlijke herindeling (Programma Kallikrates) werden de departementen afgeschaft vanaf 2011. Het departement “Preveza” werd een regionale eenheid (perifereiaki enotita). Er werden eveneens gemeentelijke herindelingen doorgevoerd, in de tabel hieronder “GEMEENTE” genoemd.
| Plaats      | Hoofdplaats (vroeger) | Postcode | GEMEENTE | Hoofdplaats van de gemeente |
| ----------- | --------------------- | -------- | -------- | --------------------------- |
| Anogeio     | Gorgomylos            | 482 00   | Ziros    | Filippiada                  |
| Fanari      | Kanallaki             | 480 62   | Parga    | Parga                       |
| Filippiada  |                       | 482 00   | Ziros    | Filippiada                  |
| Louros      |                       | 480 61   | Preveza  | Preveza                     |
| Parga       |                       | 480 60   | Parga    | Parga                       |
| Preveza     |                       | 481 00   | Preveza  | Preveza                     |
| Thesprotiko |                       | 483 00   | Ziros    | Filippiada                  |
| Zalongo     | Kanali                | 481 00   | Preveza  | Preveza                     |
| Kranea      |                       | 483 00   | Ziros    | Filippiada                  |